# Vladislav Nevednichy
Vladislav Nevednichy (* 3. September 1969) ist ein rumänisch-moldauischer Schachspieler.
Die rumänische Einzelmeisterschaft konnte er zweimal gewinnen: 2008 in Cluj-Napoca und 2012 in Merei. Er spielte für Moldau bei der Schacholympiade 1992 und für Rumänien bei den Schacholympiaden: 1994 bis 1998, 2002 bis 2006 und 2012 bis 2014. Außerdem nahm er achtmal an den europäischen Mannschaftsmeisterschaften (1992 für Moldau, 1999, 2005 bis 2009 und 2013 bis 2017 für Rumänien) teil.
Bei der FIDE-Weltmeisterschaft 2000 scheiterte er in der zweiten Runde an Jeroen Piket. Beim Schach-Weltpokal 2007 in Chanty-Mansijsk besiegte er in der ersten Runde Konstantin Landa und schied in der zweiten Runde gegen Laurent Fressinet aus.
Im Vereinsschach wurde er in der Saison 2017/18 in Belgien mit den Schachfreunden Wirtzfeld Mannschaftsmeister. In Ungarn spielt Nevednichy für ASE Paks, in der deutschen Bundesliga spielte er in der Saison 1999/2000 für den PSV Duisburg, in der französischen Mannschaftsmeisterschaft in der Saison 2004/05 für Reims Echec et Mat. 
Im Jahre 1992 wurde ihm der Titel Internationaler Meister (IM) verliehen, 1993 der Titel Großmeister (GM).
Sein Vater Boris Nevednichy (1939–2025) war auch ein Schachspieler und trug den Titel Internationaler Meister.
| Die zur Anzeige dieser Grafik verwendete Erweiterung wurde dauerhaft deaktiviert. Wir arbeiten aktuell daran, diese und weitere betroffene Grafiken auf ein neues Format umzustellen. (Mehr dazu) |